# الدوري الأمريكي لكرة القدم 1999
الدوري الأمريكي لكرة القدم 1999 (بالإنجليزية: 1999 Major League Soccer season)‏ هو الموسم 4 من  الدوري الأمريكي لكرة القدم. أقيم خلال الفترة 1999 وحتى 21 نوفمبر 1999، وكان عدد الأندية المشاركة فيه  12، وفاز فيه دي.سي. يونايتد.